# 1999-es Formula–1 magyar nagydíj
A magyar nagydíj volt az 1999-es Formula–1 világbajnokság tizenegyedik futama.

## Futam
A Hungaroringen is a finn indult a pole-ból, Irvine és Coulthard előtt. A skót rossz rajtot vett, Fisichella és Frentzen is megelőzte. Häkkinen előnyét egyre növelte, Coulthardnak sikerült visszatérnie a harmadik helyre első boxkiállása után. A verseny végéhez közeledve utolérte Irvine-t, aki a nagy nyomás alatt hibázott, és a 62. körben kicsúszott. A futamot Häkkinen nyerte Coulthard és Irvine előtt.
|         | Rsz. | Versenyző             | Csapat             | Körök | Idő/Kiesések    | Rajthely | Pontok |
| ------- | ---- | --------------------- | ------------------ | ----- | --------------- | -------- | ------ |
| 1       | 1    | Mika Häkkinen         | McLaren-Mercedes   | 77    | 1:46:23,536     | 1        | 10     |
| 2       | 2    | David Coulthard       | McLaren-Mercedes   | 77    | +9,706          | 3        | 6      |
| 3       | 4    | Eddie Irvine          | Ferrari            | 77    | +27,228         | 2        | 4      |
| 4       | 8    | Heinz-Harald Frentzen | Jordan-Mugen-Honda | 77    | +31,815         | 5        | 3      |
| 5       | 16   | Rubens Barrichello    | Stewart-Ford       | 77    | +43,808         | 8        | 2      |
| 6       | 7    | Damon Hill            | Jordan-Mugen-Honda | 77    | +55,726         | 6        | 1      |
| 7       | 10   | Alexander Wurz        | Benetton-Playlife  | 77    | +1:01,012       | 7        |        |
| 8       | 19   | Jarno Trulli          | Prost-Peugeot      | 76    | +1 kör          | 13       |        |
| 9       | 6    | Ralf Schumacher       | Williams-Supertec  | 76    | +1 kör          | 16       |        |
| 10      | 18   | Olivier Panis         | Prost-Peugeot      | 76    | +1 kör          | 14       |        |
| 11      | 17   | Johnny Herbert        | Stewart-Ford       | 76    | +1 kör          | 10       |        |
| 12      | 3    | Mika Salo             | Ferrari            | 75    | +2 kör          | 18       |        |
| 13      | 23   | Ricardo Zonta         | BAR-Supertec       | 75    | +2 kör          | 17       |        |
| 14      | 20   | Luca Badoer           | Minardi-Ford       | 75    | +2 kör          | 19       |        |
| 15      | 14   | Pedro de la Rosa      | Arrows             | 75    | +2 kör          | 20       |        |
| 16      | 11   | Jean Alesi            | Sauber-Petronas    | 74    | Üzemanyagnyomás | 11       |        |
| 17      | 21   | Marc Gené             | Minardi-Ford       | 74    | +3 kör          | 22       |        |
| Kiesett | 22   | Jacques Villeneuve    | BAR-Supertec       | 60    | Kuplung         | 9        |        |
| Kiesett | 9    | Giancarlo Fisichella  | Benetton-Playlife  | 52    | Motor           | 4        |        |
| Kiesett | 15   | Takagi Toranoszuke    | Arrows             | 26    | Erőátvitel      | 21       |        |
| Kiesett | 12   | Pedro Diniz           | Sauber-Petronas    | 19    | Kicsúszás       | 12       |        |
| Kiesett | 5    | Alessandro Zanardi    | Williams-Supertec  | 10    | Differenciálmű  | 15       |        |

## A világbajnokság élmezőnyének állása a verseny után
| H  | Versenyzők            | Pont | H  | Konstruktőrök      | Pont |
| -- | --------------------- | ---- | -- | ------------------ | ---- |
| 1. | Eddie Irvine          | 56   | 1. | Ferrari            | 94   |
| 2. | Mika Häkkinen         | 54   | 2. | McLaren-Mercedes   | 90   |
| 3. | Heinz-Harald Frentzen | 36   | 3. | Jordan-Mugen-Honda | 42   |
| 4. | David Coulthard       | 36   | 4. | Williams-Supertec  | 22   |
| 5. | Michael Schumacher    | 32   | 5. | Benetton-Playlife  | 16   |

## Statisztikák
Vezető helyen:
- Mika Häkkinen: 77 (1-77)

Mika Häkkinen 13. győzelme, 19. pole-pozíciója, David Coulthard 11. leggyorsabb köre.
- McLaren 121. győzelme.